# Pépin Guillaume Manjolo
Pépin Guillaume Manjolo est un homme politique, avocat et essayiste congolais. Membre de l'Union des libéraux démocrates chrétiens (ULDC) ainsi que du Front commun pour le Congo (FCC), il est ministre de la Coopération internationale, de l'Intégration régionale et de la Francophonie depuis septembre 2019 au sein du gouvernement Ilunga.

## Biographie

### Famille et études
De son nom complet Pépin Guillaume Manjolo Buakila, il est originaire de la localité de Kabelekese, dans le territoire de Luiza (Kasaï central). Il est le fils d'Astrid Kaluanda (diamantaire) et de Jonas Manjolo (ancien ministre de la Justice).
Il étudie le droit privé à l'université de Caen (France) où il obtient une maîtrise, puis à l'université Saint-Louis - Bruxelles (Belgique) où il décroche un doctorat (troisième cycle),.

### Carrière professionnelle
Après ses études, il devient avocat au barreau de Kananga de 2006 à 2008, ainsi que collaborateur du cabinet White & Case.
À partir de 2008, il travaille au sein du ministère des Affaires étrangères, dirigé à l'époque par Raymond Tshibanda. Il y reste pendant une dizaine d'années, s'occupant du domaine de l'intégration régionale ainsi que de la coopération internationale,.
En 2017, il préside la Commission nationale chargée d'apporter une réponse humanitaire aux dégâts causés par le conflit Kamwina Nsapu dans le Grand Kasaï. 
Auteur de plusieurs essais de philosophie et de politique, il a également fondé des « universités culturelles » avec le professeur de philosophie Kä Mana,.

### Carrière politique
Membre de l'Union des libéraux démocrates chrétiens (ULDC), parti de Raymond Tshibanda, il en devient le secrétaire général. 
Après l'élection de Félix Tshisekedi à la présidence en 2019, il rejoint le Front commun pour le Congo (FCC), groupe de l'ancien président Joseph Kabila. Il est nommé en août 2019 ministre d'État, ministre de la Coopération internationale, de l'Intégration régionale et de la Francophonie au sein du gouvernement Ilunga (premier gouvernement de la présidence Tshisekedi). Il prend ses fonctions le 9 septembre 2019, succédant ainsi à John Kwet Mwan Kwet, et déclare vouloir concentrer son action sur l'adhésion de la RDC à des zones de libre échange (Communauté d'Afrique de l'Est et ZLECA notamment) ainsi que sur la préparation des Jeux de la Francophonie de 2023 en RDC.

## Publications
- Ma Nation : de la dégénérescence d'une Nation et de sa renaissance; réflexions et idées politiques, Bruxelles, Éditions Mabiki, 2007, 220 p. (ISBN 978-2-930369-16-7)
- Dans le ventre du désespoir, Éditions Mabiki, 64 p. (ISBN 978-2-930369-78-5)
- L'Homme et La Structure, Éditions Mabiki, 138 p. (ISBN 978-2-930369-91-4)
- La révolte métaphysique d'un jeune congolais : dialogues et ajustements raisonnables (préf. Kä Mana), Éditions Mabiki, 2019 (ISBN 978-2-930999-01-2)